# Raymund Schmitt
Raymund Schmitt (* 25. Januar 1930 in Marktheidenfeld; † 23. April 2001 in Marktheidenfeld) war ein deutscher Verwaltungsbeamter und Politiker (CSU). Von 1994 bis 2001 war er Präsident des Bezirkstages von Unterfranken.

## Leben
Nach der Schulzeit begann Schmitt sein Berufsleben im öffentlichen Dienst. Schmitt war Diplom-Verwaltungswirt, Verwaltungsoberamtsrat und Leiter des Kreisrechnungsprüfungsamtes. 1966 wurde er in den Stadtrat von Marktheidenfeld gewählt, dem er mit Unterbrechungen bis 2001 angehörte. Er gehörte von 1974 bis zu seinem Tode dem Bezirkstag von Unterfranken an. Das CSU-Mitglied war von 1982 bis 1994 stellvertretender Bezirkstagspräsident und von 1994 bis 2001 Bezirkstagspräsident von Unterfranken. In seiner Amtszeit als Präsident trug maßgeblich zur Gründung der Unterfränkischen Kulturstiftung bei.
Schmitt hatte weitere nachstehende Funktionen inne:
- stellvertretendes Vorstandsmitglied des Bayerischen GUVV (Bayerischer Gemeindeunfallversicherungsverband) seit Januar 1996
- Aufsichtsratsmitglied bei der Überlandwerk Unterfranken AG
- Mitglied des Regionalbeirates der Bayernwerk AG
- Mitglied des Stiftungsrates der Blindeninstitutsstiftung
- Mitglied des BRK-Bezirksvorstandes Unterfranken
- Bezirkspräsident des bayerischen Landes-Sportverbandes

## Ehrungen
- Bundesverdienstkreuz am Bande
- Kommunale Verdienstmedaille in Bronze
- Unterfränkische Bezirksmedaille (posthum)